# Pepper Adams
Pepper Adams (8. října 1930 Highland Park, Michigan, USA – 10. září 1986 New York City, New York, USA) byl americký jazzový saxofonista a hudební skladatel. Svou profesionální kariéru zahájil v roce 1947, kdy začal hrát ve skupině Lucky Thompsona. V letech 1965–1976 byl členem orchestru Mela Lewise a Thada Jonese. Hrál na několika desítkách alb dalších umělců, mezi něž patří Donald Byrd, Gene Ammons, John Coltrane, Elvin Jones, Philly Joe Jones, Charles Mingus, Blue Mitchell, Lalo Schifrin a mnoho dalších. Zemřel na rakovinu plic ve věku 55 let. Třikrát byl nominován na cenu Grammy, ale ani jednou ji nezískal.